# Alice Betto
Alice Betto, née le 10 décembre 1987 à Cavaria con Premezzo, est une triathlète italienne, multiple championne d'Italie de triathlon, elle remporte quatre fois le championnat national (2010, 2012, 2017 et 2021).

## Biographie
En 2013, 2014 et 2021, elle finit 10e du championnat du monde de triathlon courte distance.

## Palmarès
Le tableau présente les résultats les plus significatifs (podium) obtenus sur le circuit national et international de triathlon depuis 2010,.
| Année | Compétition                            | Pays        | Position           | Temps           |
| ----- | -------------------------------------- | ----------- | ------------------ | --------------- |
| 2024  | Championnats d'Europe - Vichy          | France      | Médaille de bronze | 1 h 53 min 7 s  |
| 2023  | Coupe du monde - l'étape de Brasilia   | Brésil      | Médaille d'or      | 2 h 0 min 5 s   |
| 2023  | Championnats d'Italie moyenne distance | Italie      | Médaille d'argent  | 4 h 19 min 12 s |
| 2021  | Championnat d'Italie                   | Italie      | Médaille d'or      | 1 h 48 min 27 s |
| 2021  | Championnats d'Italie sprint           | Italie      | Médaille d'or      | 57 min 31 s     |
| 2019  | Test Event Tokyo                       | Japon       | Médaille d'argent  | 1 h 40 min 54 s |
| 2017  | Championnats d'Europe de triathlon     | Autriche    | Médaille de bronze | 1 h 58 min 31 s |
| 2017  | WTS Leeds                              | Royaume-Uni | Médaille de bronze | 1 h 59 min 36 s |
| 2017  | Championnat d'Italie                   | Italie      | Médaille d'or      | Timing          |
| 2013  | Coupe du monde - l'étape d'Alicante    | Espagne     | Médaille d'argent  | 2 h 3 min 24 s  |
| 2013  | Championnat d'Europe en relais mixte   | Turquie     | Médaille de bronze | 1 h 32 min 29 s |
| 2012  | Championnat d'Italie                   | Italie      | Médaille d'or      | Timing          |
| 2010  | Coupe d'Europe - l'étape de Genève     | Suisse      | Médaille de bronze | 2 h 19 min 34 s |
| 2010  | Coupe d'Europe - l'étape de Quarteira  | Portugal    | Médaille de bronze | 2 h 6 min 16 s  |
| 2010  | Championnat d'Italie                   | Italie      | Médaille d'or      | Timing          |

| Année | Compétition                                   | Pays                | Position           | Temps           |
| ----- | --------------------------------------------- | ------------------- | ------------------ | --------------- |
| 2024  | WTS Abou Dabi                                 | Émirats arabes unis | Médaille de bronze | 1 h 32 min 24 s |
| 2021  | WTS Montreal                                  | Canada              | Médaille de bronze | 1 h 25 min 46 s |
| 2021  | Épreuve de qualification olympique - Lisbonne | Portugal            | Médaille d'argent  | 1 h 24 min 48 s |
| 2019  | Épreuve de qualification olympique - Tokyo    | Japon               | Médaille d'argent  | 1 h 40 min 54 s |